# Casos insulares
Los Casos Insulares son casos decididos por la Corte Suprema de Estados Unidos a principios del siglo XX. A partir del 1901, dicho Tribunal decidió más de una decena de controversias relacionadas con las leyes orgánicas que el Congreso de los Estados Unidos promulgó para los territorios que esa nación había adquirido (Hawái, Filipinas, Guam, y Puerto Rico). 
Lo que estaba en juego, era si los habitantes de estos territorios recién adquiridos iban a tener los mismos derechos que los ciudadanos estadounidenses de los estados federados. En otras palabras, la controversia consistía en determinar si “la Constitución seguía a la bandera” (Does the Constitution follow the flag?).
En esencia la Corte Suprema de los Estados Unidos resolvió que los derechos constitucionales no son extendidos automáticamente a todos los territorios bajo el control estadounidense. Los territorios y sus ciudadanos solo tienen derecho a la plena protección de la Constitución cuando el Congreso de los Estados Unidos los haya incorporado como "parte integrante" de la nación. 

## Lista de los Casos Insulares
No hay una lista oficial de los Casos Insulares.